# عصفورينات
العصفورينات (الاسم العلمي: Passeroidea) هي فوق فصيلة من الطيور يتبع رتبة العصفوريات من شعيبة الطيور.

## فصائل
- دواري (الاسم العلمي: Passeridae)
- شمعية المنقار (الاسم العلمي: Estrildidae)
- درسات (الاسم العلمي: Emberizidae)
- هوازج العالم الجديد (الاسم العلمي: Parulidae)
- صفراويات (الاسم العلمي: Icteridae)
- كردينال (الاسم العلمي: Cardinalidae)
- (الاسم العلمي: طيور الورق)
- (الاسم العلمي: Coerebidae)
- (الاسم العلمي: Dicaeidae)
- شرشوريات (الاسم العلمي: Fringillidae)
- تمرة (الاسم العلمي: Motacillidae)
- تمير (الاسم العلمي: Nectariniidae)
- (الاسم العلمي: Peucedramidae)
- حباك (الاسم العلمي: Ploceidae)
- (الاسم العلمي: حيقل)
- عصافير الشوك (الاسم العلمي: Prunellidae)
- تناجر (الاسم العلمي: Thraupidae)
- هويد (الاسم العلمي: Viduidae)

## أجناس
- الدوري
- شمعي المنقار